# San Crisógono (título cardenalicio)
San Crisógono es un título cardenalicio de la Iglesia Católica. Su sede corresponde a la Basílica de San Crisógono en Roma, Italia. La basílica es una de las más antiguas de Roma y el título cardenalicio asociado a ella ya aparece en el elenco del año 499. Su actual titular es el cardenal Andrew Yeom Soo-jung.

## Cardenales titulares
1. Pietro e Redento (mencionado en 499)
2. Giovanni (mencionado en 595)
3. Stefano (745 - 752)
4. Zaccaria (853 - después de 867)
5. Giovanni (872 - ?)
6. Pietro (875 - ?)
7. Teofilatto (964 - prima del 1026)
8. Giovanni (1025 - prima del 1033)
9. Pietro (1033 - prima del 1044)
10. Pietro (1044 - circa 1054)
11. Federico de Lorena, O.S.B. † (14 Jun 1057  - 2 Ago 1057 Elegido papa Esteban IX)
12. Stephen Langton † ( 1205  - 9 Jul 1228)
13. Guy de Boulogne † ( 1351 - 25 Nov 1373)
14. Corrado Caracciolo † (12 Jun 1405 - 15 Feb 1411)
15. Pierre d'Ailly † (6 Jun 1411 - 8 Ago 1420)
16. António Martins de Chaves † (8 Ene 1440 - 6 Jul 1447)
17. Antonio Cerdà i Lloscos † (17 Feb 1448 - 12 Sep 1459)
18. Giacomo Ammannati-Piccolomini † (8 Ene 1462 - 17 Ago 1477)
19. Girolamo Basso Della Rovere † (17 Sep 1479 - 31 Ago 1492 Nombrado Cardenal Obispo de Palestrina)
20. Giovanni Battista Ferrari † (5 Oct 1500 - 20 Jul 1502)
21. Adriano di Castello † (12 Jun 1503 - 5 Jul 1518)
22. Albrecht von Brandenburg † (5 Jul 1518 - 5 Ene 1521)
23. Erhard von der Mark † (5 Ene 1521 - 27 Feb 1538)
24. Girolamo Aleandro † (20 Mar 1538 - 1 Feb 1542)
25. Pietro Bembo, O.S.Io.Hieros. † (15 Feb 1542 - 17 Oct 1544)
26. Uberto Gambara † (17 Oct 1544 - 14 Feb 1549)
27. Jean du Bellay † (25 Feb 1549 - 28 Feb 1550 Nombrado Cardenal obispo de Albano)
28. Antoine Sanguin de Meudon † (28 Feb 1550 - 25 Nov 1559)
29. Cristoforo Madruzzo † (16 Ene 1560 - 13 Mar 1560)
30. Jean Bertrand † (13 Mar 1560 - 4 Dic 1560)
31. Charles Bourbon de Vendôme † (15 Ene 1561 - 9 May 1590)
32. Domenico Pinelli † (14 Ene 1591 - 22 Abr 1602)
33. Camillo Borghese † (22 Apr 1602 - 16 May 1605 Elegido papa Pablo V)
34. Carlo Conti † (1 Jun 1605 - 17 Ago 1605)
35. Scipione Caffarelli-Borghese † (17 Ago 1605 - 2 Oct 1633)
36. Pietro Maria Borghese † (19 Dic 1633 - 15 Jun 1642)
37. Faustus Poli † (31 Ago 1643 - 7 Oct 1653)
38. Lorenzo Imperiali † (23 Mar 1654 - 21 Sep 1673)
39. Giambattista Spada † (25 Sep 1673 - 23 Ene 1675)
40. Carlo Pio di Savoia † (28 Ene 1675 - 1 Dec 1681)
41. Paluzzo Paluzzi Altieri Degli Albertoni † (1 Dic 1681 - 13 Nov 1684)
42. Giulio Spinola † (13 Nov 1684 - 28 Feb 1689)
43. Fabrizio Spada † (23 May 1689 - 30 Apr 1708)
44. Filippo Antonio Gualtieri † (30 Apr 1708 - 29 Ene 1724)
45. Prospero Marefoschi † (29 Ene 1725 - 19 Nov 1725)
46. Giulio Alberoni † (20 Sep 1728 - 29 Ago 1740)
47. Sigismund Kollonitsch † (29 Ago 1740 - 12 Apr 1751)
48. Giovanni Giacomo Millo † (10 Dic 1753 - 16 Nov 1757)
49. Giovanni Battista Rovero  † (2 Ago 1758 - 9 Oct 1766)
50. Filippo Maria Pirelli † (1 Dic 1766 - 10 Ene 1771)
51. Francesco Maria Banditi, C.R. † (18 Dic 1775 - 27 Ene 1796)
52. Vincenzo Gioacchino Raffaele Luigi Pecci † (22 Dic 1853 - 20 Feb 1878 Elegido Papa Leon XIII)
53. Friedrich Egon von Fürstenberg † (27 Feb 1880 - 20 Aug 1892)
54. Philipp Krementz † (19 Ene 1893 - 6 May 1899)
55. Francesco di Paola Cassetta † (22 Jun 1899 - 27 Mar 1905 Nombrado Cardenal obispo de Santa Sabina)
56. Pietro Maffi † (18 Apr 1907 - 17 Mar 1931)
57. Theodor Innitzer † (13 Mar 1933 - 9 Oct 1955)
58. Antonio María Barbieri, O.F.M. Cap. † (18 Dic 1958 - 6 Jul 1979)
59. Bernard Yago † (2 Feb 1983 - 5 Oct 1997)
60. Paul Shan Kuo-hsi, S.J. † (21 Feb 1998 - 22 Ago 2012)
61. Andrew Yeom Soo-jung (22 Feb 2014 - )[2]